# 武重本家酒造
武重本家酒造株式会社（たけしげほんけしゅぞう）は、長野県佐久市にある酒類製造業者である。
中山道の間の宿茂田井宿にある。伝統的製法である生酛造りが特徴。同社の建築物数軒は登録有形文化財となっている。中山道の古い姿を代表する風景として杉玉（酒林）の飾ってある門の正面写真や坂の上から門の方向へ屏を撮った写真がよく使われる。
入り口の前に若山牧水の三首の歌碑（「白玉の　歯にしみ通る　秋の夜の　酒はしづかにのむべかりけり」「よき酒とひとのいうなる御園竹　われもけふのみてよしと思えり」が代表）がある。
武重本家酒造の持つ裏の休耕田に映画『たそがれ清兵衛』（2002年、山田洋次監督）のオープンセットが作られ、撮影が行われた（2010年現在は更地）。
映画『サマーウォーズ』（2009年、細田守監督、武重洋二美術監督）の舞台である陣内家のモデルになった。

## 沿革
- 1868年（明治元年） - 酒造業を創業。
- 1949年（昭和24年）12月 - 株式会社へ改組。

## 代表
代表取締役社長 武重有正（武重本家第16代）
東京大学工学部精密機械工学科卒業。工学博士。
アーケードゲーム「平安京エイリアン」開発メンバーの一人。日本酒メーカーとして日本で初めて自社でホームページを作成。

## 杜氏
- 依田竜也（長野県佐久市茂田井）

## 事業所
本社・工場
長野県佐久市茂田井
生産能力 3000石

## 酒蔵開放
- 毎年 春分の日（3月20日前後）
- 秋にもあったが秋の蔵開放は予約制。

## 主要製品

### 清酒
- 米米酒
- つゆ草（13°の純米酒）
- 宿場
- 牧水
- 御園竹
- 酔牧水
- 泡泉花（スパークリング）

### どぶろく
- 十二六[1]

### 焼酎
- 御園（かす取り）
- 歩（米）
- 中山道（かす取り）

## 最近の受賞歴
- 平成17[2]、19[3]、21[4]酒造年度 全国新酒鑑評会金賞
- 平成4、13、15[5]、16[6]、20[7]、22[8]、23[9]、25[10]、26[11]、29[12]、令和元[13]酒造年度 全国新酒鑑評会入賞
- 第71、72、73、77回関東信越国税局酒類鑑評会受賞

- 「燗酒コンテスト2010」金賞（スローフードジャパン）クラス2、720ミリリットル、1,000円以下[14]